# Saison 1947-1948 de la Jeunesse sportive de Kabylie
Maillots
Chronologie
Saison précédente Saison suivante
La saison 1947-1948 fut la deuxième saison de la JS Kabylie durant l'époque coloniale. Les matchs se déroulèrent essentiellement en Deuxième division de la Ligue d'Alger ainsi qu'en Coupe Forconi, qui est la coupe départementale. Ce fut sa première saison dans cette division de même pour la coupe car il s'agit d'une compétition qu'elle découvre pour la première fois.
La saison débuta traditionnellement avec les premiers tours de la coupe, les équipes de la Division Honneur furent exemptées. La JS Kabylie commença donc par le premier tour de la compétition, le tirage au sort lui donna pour adversaire l'équipe de la JS Maison Blanche. La rencontre a eu lieu le dimanche 31 août 1947, à Ménerville.

## Contexte historique et footballistique
Le 28 mai 1947, se tint une assemblée générale entre les membres du bureau de la Jeunesse sportive de Kabylie qui préparèrent activement la saison 1947-1948. Ceux-ci reconnaissaient la nécessité d'étoffer le Conseil d'administration et afin d'accroitre la renommée du club prirent les dispositions suivantes : Création de la section basket-ball, création de la section athlétisme et création d'une équipe junior de football.
Contrairement à la saison passée, il eut donc trois équipes de football de la JS Kabylie engagées en compétitions footballistiques (Coupe Forconi de football et Championnat des équipes Première, Réserve et Junior de la deuxième division de la Ligue d'Alger football).
Concernant les autres sections sportives, la direction de la section basket-ball est confiée temporairement à messieurs Benslama et Oumenkhache qui se chargent de finaliser le projet afin d'inscrire le club en compétition le plus rapidement possible. Quant à la section athlétisme ce sont tous les éléments actifs de la société qui s'en chargeent sous la direction là encore de monsieur Benslama.
La section football commence sa saison par le premier tour de la coupe Forconi, le 31 août 1947 face à la JS Maison-Blanche, une rencontre qui se déroule au stade de Ménerville. .

## Saison
La saison footballistique commence traditionnellement par les premiers tours de la Coupe départementale (la Coupe Forconi de football), une compétition qualificative à la Coupe d'Afrique du Nord de football. Le premier tour de la compétition est réservé aux équipes des deuxième et troisième division de la Ligue d'Alger.

### Parcours en Coupe Forconi
Cette saison, la JS Kabylie prit donc part à la Coupe Forconi. Il s'agissait de sa première participation à la compétition, elle débuta la compétition au 1er tour, le 31 août 1947 face à la JS Maison-Blanche, au stade de Ménerville.
| Dates            | Horaires      | Tours  | Adversaires       | Lieux des rencontres                      | Scores   | Buteurs | Références          |
| ---------------- | ------------- | ------ | ----------------- | ----------------------------------------- | -------- | ------- | ------------------- |
| 31 août 1947     | 15 h 15 UTC+1 | Tour 1 | JS Maison-Blanche | Stade de Ménerville (Ménerville)          | 5-3 a.p. |         | [ Rapport match 1 ] |
| 6 septembre 1947 | 14 h 00 UTC+1 | Tour 2 | AS Rivet          | Stade des Issers (Issersville-les-Issers) | 0-3      |         | [ Rapport match 2 ] |

La JS Kabylie passe sans trop de problèmes le premier tour de la compétition malgré un score quelque peu confus de cinq buts à trois. Cela ne fut rien comparé au deuxième tour qui fut plutôt frustrant. Pourtant lors de ce tour-ci, la JS Kabylie écrasa sans difficultés l'AS Rivet sur le score de quatre buts à zéro.
Mais malheureusement, en raison de réclamations justifiées de l'adversaire concernant le joueur Boussad Bouzar qui n'avait pas la licence adéquate l'autorisant à participer à la rencontre le match fut déclaré perdu par la Bureau de la Ligue. Cette décision fut prise par celui-ci en concertation avec la commission des règlements et qualifications et la commission des compétitions. Conséquences le tirage au sort du troisième tour qui lui avait désigné comme adversaire l'AS Kouba affrontera finalement l'AS Rivet.

### Parcours en championnat
Cette section relate le parcours de la JS Kabylie en deuxième division de la Ligue d'Alger de football. Il s'agit là de sa deuxième saison sportive, mais aussi de sa première apparition à ce niveau, à la suite de son accession la saison passée.

#### Composition du championnat
Le tirage au sort des compétitions de la Ligue d'Alger de football effectué le 8 août 1947 au siège du Bureau de la Ligue plaça la JS Kabylie dans le Groupe A de la Deuxième division. Cette division de la Ligue d'Alger de football comportait cette saison vingt-quatre équipes réparties dans trois groupes nommés A, B et C.
La JS Kabylie se retrouva donc en compagnie de sept autres équipes que sont :
| Abréviations | Noms complets                                | Notes   |
| ------------ | -------------------------------------------- | ------- |
| A.S.D.       | L'Association Sportive Dellys.               | [ A 2 ] |
| J.S.I.I.     | La Jeunesse Sportive Issersville-les-Issers. | [ A 3 ] |
| O.M.R.       | L'Olympique Montplaisir-Ruisseau.            | [ A 4 ] |
| O.M.S.E.     | L'Olympique Musulmane Saint-Eugène           | [ A 5 ] |
| R.C.A.       | Riadha Club Arba                             | [ A 6 ] |
| S.C.M.       | Le Sporting Club Ménerville.                 | [ A 7 ] |
| U.S.M.M.C.   | L'Union Sportive Musulmane Maison-Carrée.    | [ A 8 ] |

Cette saison fut particulière car la JS Kabylie rencontra certaines formations pionnières du football algérien telles que l'Union Sportive Musulmane Maison-Carrée future USM El Harrach; mais aussi l'Olympique Montplaisir-Ruisseau qui fusionnera à l'indépendance avec un autre club pour devenir l'Olympique Mustakbel Ruisseau El Annasser.
Elle débuta la compétition le 21 septembre 1947 face à l'Association Sportive Dellys. Ce fut également son premier match officiel en Deuxième division.

#### Calendrier du groupe A de la2edivision[2]
| Phase aller       | Match 1               | Match 2               | Match 3             | Match 4             | Phase retour     |
| ----------------- | --------------------- | --------------------- | ------------------- | ------------------- | ---------------- |
| 21 septembre 1947 | U.S.M.M.C. / O.M.R.   | S.C.M. / O.M.S.E.     | R.C.A. / J.S.I.I.   | J.S.K. / A.S.D.     | 4 janvier 1948   |
| 5 octobre 1947    | A.S.D. / R.C.A.       | J.S.I.I. / U.S.M.M.C. | O.M.S.E. / J.S.K.   | O.M.R. / S.C.M.     | 18 janvier 1948  |
| 12 octobre 1947   | U.S.M.M.C. / O.M.S.E. | O.M.R. / A.S.D.       | S.C.M. / J.S.I.I.   | R.C.A. / J.S.K.     | 1er février 1948 |
| 26 octobre 1947   | J.S.I.I. / O.M.R.     | J.S.K. / U.S.M.M.C.   | O.M.S.E. / R.C.A.   | S.C.M. / A.S.D.     | 8 février 1948   |
| 9 novembre 1947   | R.C.A. / S.C.M.       | J.S.I.I. / O.M.S.E.   | A.S.D. / U.S.M.M.C. | O.M.R. / J.S.K.     | 15 février 1948  |
| 23 novembre 1947  | J.S.K. / J.S.I.I.     | U.S.M.M.C. / S.C.M.   | R.C.A. / O.M.R.     | A.S.D. / O.M.S.E.   | 29 février 1948  |
| 7 décembre 1947   | O.M.S.E. / O.M.R.     | J.S.I.I. / A.S.D.     | S.C.M. / J.S.K.     | U.S.M.M.C. / R.C.A. | 7 mars 1948      |

- Matchs de la JS Kabylie dans le Groupe A de la Deuxième division de la Ligue d'Alger de football, lors de la saison (1947-1948)

. 

#### Phase Aller
| Dates            | Horaires      | Journées    | Adversaires               | Lieux des rencontres                          | Scores | Buteurs     | Références          |
| ---------------- | ------------- | ----------- | ------------------------- | --------------------------------------------- | ------ | ----------- | ------------------- |
| 9 novembre 1947  | 15 h 00 UTC+1 | 1re journée | AS Dellys                 | Stade Municipal Arsène Weinman (Tizi Ouzou)   | 4-0    | Pas d'infos | [ Rapport match 3 ] |
| 5 octobre 1947   | 15 h 00 UTC+1 | 2e journée  | OM Saint-Eugène           | Stade Communal de Saint-Eugène (Saint-Eugène) | 4-2    | Pas d'infos | [ Rapport match 4 ] |
| 12 octobre 1947  | 15 h 00 UTC+1 | 3e journée  | RC Arba                   | Stade de l'Arba (Larbaa)                      | 0-1    | Pas d'infos | [ Rapport match 5 ] |
| 26 octobre 1947  | 15 h 00 UTC+1 | 4e journée  | USM Maison-Carrée         | Stade Municipal Arsène Weinman (Tizi Ouzou)   | 1-3    | Pas d'infos | Non connu           |
| 2 novembre 1947  | 15 h 00 UTC+1 | 5e journée  | O Montplaisir-Ruisseau    | Stade de Kouba (Kouba)                        | 1-0    | Pas d'infos | [ Rapport match 6 ] |
| 23 novembre 1947 | 15 h 00 UTC+1 | 6e journée  | JS Issersville-les-Issers | Stade Municipal Arsène Weinman (Tizi Ouzou)   | 1-1    | Pas d'infos | [ Rapport match 7 ] |
| 7 décembre 1947  | 15 h 00 UTC+1 | 7e journée  | SC Ménerville             | Stade de Ménerville (Ménerville)              | 1-8    | Pas d'infos | [ Rapport match 8 ] |

#### Classement à la trêve hivernale
Le classement est établi sur le même barème de points suivant : une victoire vaut trois points, un match nul deux points et défaite un seul point. À la suite du dernier match de la phase aller qui s'est déroulé le 7 décembre 1947, le classement est le suivant :
| Rang | Équipe                   | Pts | J | G | N | P | Bp | Bc | Diff |
| ---- | ------------------------ | --- | - | - | - | - | -- | -- | ---- |
| 1    | USM Maison carrée        | 21  | 7 | 7 | 0 | 0 | 34 | 2  | +32  |
| 2    | SC Ménerville            | 17  | 7 | 4 | 2 | 1 | 11 | 11 | 0    |
| 3    | OM Ruisseau              | 16  | 7 | 4 | 1 | 2 | 9  | 13 | -4   |
| 4    | OM Saint-Eugène          | 15  | 7 | 3 | 2 | 2 | 10 | 12 | -2   |
| 5    | JS Kabylie P             | 14  | 7 | 3 | 1 | 3 | 17 | 11 | +6   |
| 6    | RC Arba P                | 14  | 7 | 2 | 3 | 2 | 4  | 5  | -1   |
| 7    | JS Isersville-les-Issers | 10  | 7 | 0 | 3 | 4 | 4  | 14 | -10  |
| 8    | AS Dellys P              | 9   | 7 | 1 | 0 | 6 | 4  | 18 | -14  |

Qualifications
"play-off tournoi d'accession"
Relégation
"play-down tournoi de maintien"
Abréviations
P : Promus de la 3e division 1946-1947
La JS Kabylie, promu cette saison, termina la phase aller avec une honorable quatrième place, avec trois victoires, un nul et trois défaites, devant un autre promu le RC Arba. Le classement est dominé par l'USM Maison-Carrée qui réalisa jusque là un sans faute. Enfin, c'est un autre promu, l'AS Dellys, qui bon dernier, ferme le classement de ce groupe.

#### Phase retour
| Dates            | Horaires      | Journées    | Adversaires              | Lieux des rencontres                        | Scores | Buteurs     | Références           |
| ---------------- | ------------- | ----------- | ------------------------ | ------------------------------------------- | ------ | ----------- | -------------------- |
| 4 janvier 1948   | 15 h 00 UTC+1 | 8e journée  | AS Dellys                | Stade de Dellys (Dellys)                    | 2-3    | Pas d'infos | [ Rapport match 9 ]  |
| 18 janvier 1948  | 15 h 00 UTC+1 | 9e journée  | OM Saint-Eugène          | Stade Municipal Arsène Weinman (Tizi Ouzou) | 1-1    | Pas d'infos | [ Rapport match 10 ] |
| 1er février 1948 | 15 h 00 UTC+1 | 10e journée | RC Arba                  | Stade Municipal Arsène Weinman (Tizi Ouzou) | 1-1    | Pas d'infos | [ Rapport match 11 ] |
| 8 février 1948   | 15 h 00 UTC+1 | 11e journée | USM Maison carrée        | Stade de Rouïba (Rouïba)                    | 2-2    | Pas d'infos | [ Rapport match 12 ] |
| 15 février 1948  | 15 h 00 UTC+1 | 12e journée | OM Ruisseau              | Stade Municipal Arsène Weinman (Tizi Ouzou) | 1-0    | Pas d'infos | [ Rapport match 13 ] |
| 29 février 1948  | 15 h 00 UTC+1 | 13e journée | JS Isersville-les-Issers | Stade des Issers (Issersville-les-Issers)   | 1-1    | Pas d'infos | [ Rapport match 14 ] |
| 7 mars 1948      | 15 h 00 UTC+1 | 14e journée | SC Ménerville            | Stade Municipal Arsène Weinman (Tizi Ouzou) | 3-0    | Pas d'infos | [ Rapport match 15 ] |

#### Classement final
Le classement est établi sur le même barème de points suivant : une victoire vaut trois points, un match nul deux points et défaite un seul point.
À la suite du dernier match de la saison qui s'est déroulé le 7 mars 1948, le classement est le suivant :
| Rang | Équipe                   | Pts | J  | G  | N | P  | Bp | Bc | Diff |
| ---- | ------------------------ | --- | -- | -- | - | -- | -- | -- | ---- |
| 1    | USM Maison carrée        | 40  | 14 | 12 | 2 | 0  | 59 | 7  | +52  |
| 2    | OM Saint-Eugène          | 33  | 14 | 8  | 3 | 3  | 25 | 21 | +4   |
| 3    | JS Kabylie P             | 31  | 14 | 6  | 5 | 3  | 29 | 18 | +11  |
| 4    | RC Arba P                | 30  | 14 | 5  | 6 | 3  | 16 | 12 | +4   |
| 5    | OM Ruisseau              | 27  | 14 | 5  | 3 | 6  | 15 | 26 | -11  |
| 6    | JS Isersville-les-Issers | 22  | 14 | 1  | 6 | 7  | 13 | 30 | -17  |
| 7    | AS Dellys P              | 20  | 14 | 3  | 1 | 10 | 16 | 38 | -22  |
| 8    | SC Ménerville            | 20  | 14 | 2  | 2 | 10 | 21 | 39 | -18  |

Qualifications
"play-off tournoi d'accession"
Relégation
"play-down tournoi de maintien"
Abréviations
P : Promus de la 3e division 1946-1947
La JS Kabylie, se classe troisième du Groupe A du championnat de deuxième division de la Ligue d'Alger de Football Association.

#### Bilan et conséquences
La JS Kabylie, promue cette saison, termina donc le championnat à une honorable troisième place, à un point d'une place en barrage d'accession. Le classement est dominé par l'USM Maison-Carrée qui remporte le groupe et se qualifie au tournoi final pour le titre de champion de la deuxième division. L'OM Saint-Eugène, deuxième du classement, participera au barrage des deuxièmes de groupe pour la dernière place accessible en division supérieure. Enfin, le classement est fermé par l'AS Dellys, septième, qui conserve une chance de maintien, et le SC Ménerville, huitième et dernier, qui devra batailler dur pour se maintenir en deuxième division.

## Buteurs
| Joueurs | Championnat | Coupe Forconi | Total |
| ------- | ----------- | ------------- | ----- |
|         |             |               |       |
|         |             |               |       |
|         |             |               |       |
|         |             |               |       |
|         |             |               |       |
| Total   |             |               |       |

## Voir également
- Jeunesse sportive de Kabylie